# 三河场站
三河场站是成都地铁3号线的一个车站，于2018年12月26日启用。

## 车站构造

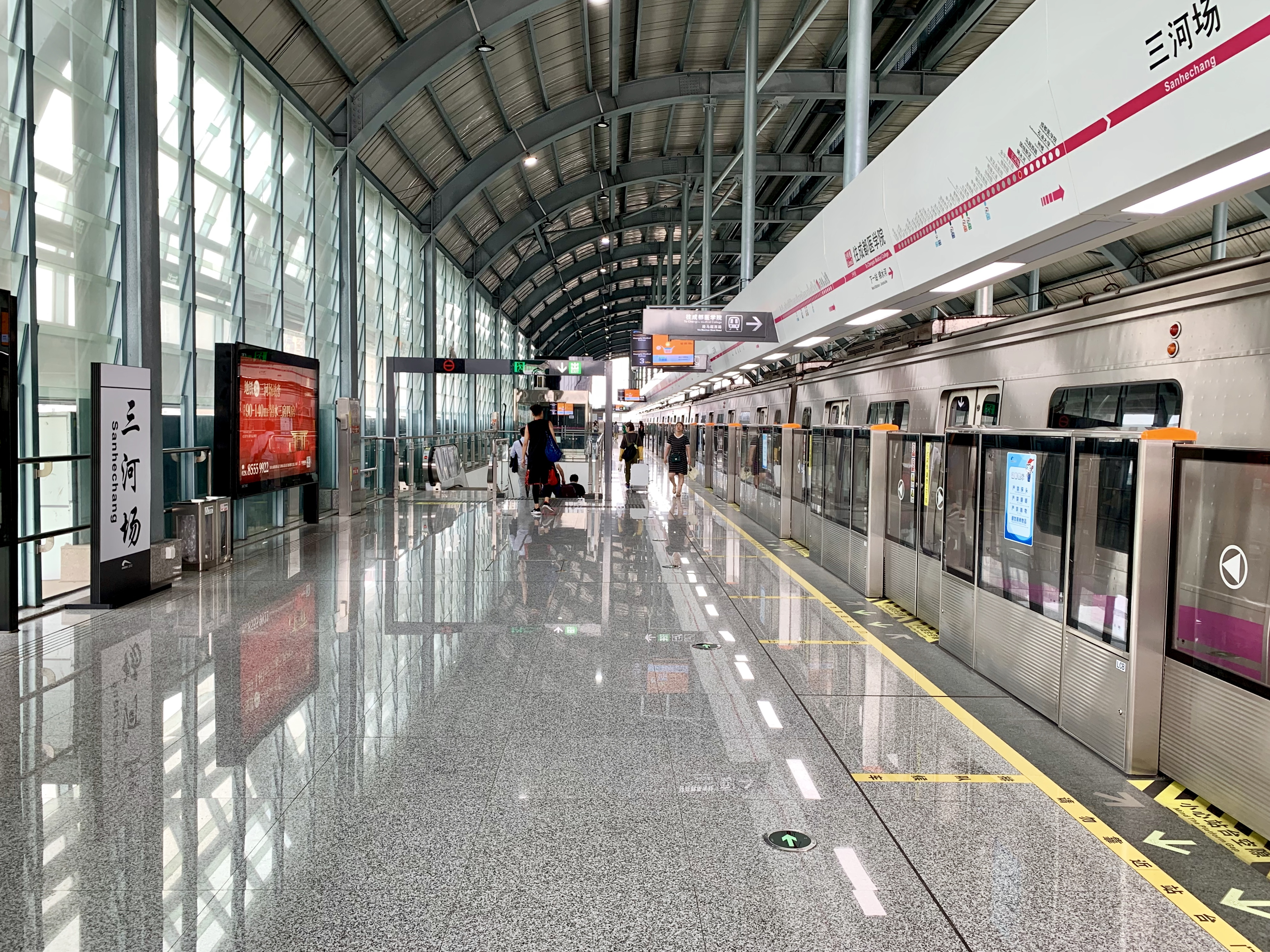
站台层
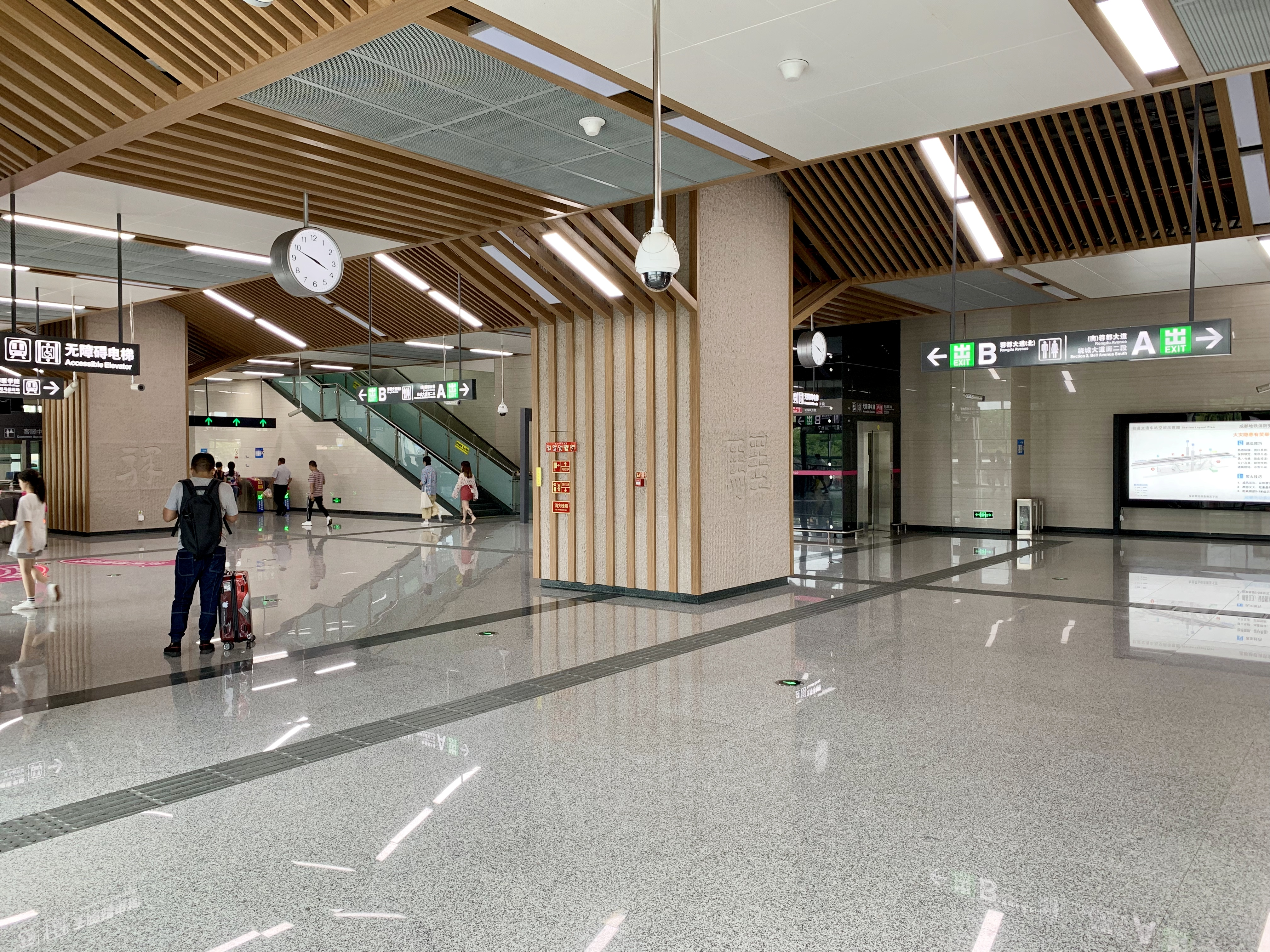
站厅层

| 地上 二层 | 侧式站台，右边车门将会开启             | 侧式站台，右边车门将会开启   | 侧式站台，右边车门将会开启 |
| 地上 二层 | 3号线列车往成都医学院方向（锦水河）    |                              |                            |
| 地上 二层 | 3号线列车往双流西站方向 （金华寺东路） |                              |                            |
| 地上 二层 | 侧式站台，右边车门将会开启             |                              |                            |
| 地上 一层 | 站厅层                                 | 出入口、自动售票机、车站商店 |                            |

## 出入口信息
本站目前开放2个出入口。
| 出口编号 | 设施         | 地点           | 可到达目的地   | 照片 |
| -------- | ------------ | -------------- | -------------- | ---- |
|          |              |                |                |      |
|          |              | 蓉都大道天河路 | 绕城大道南二段 |      |
| 出口 · B | 无障碍卫生间 | 蓉都大道南四段 |                |      |

## 公交换乘
- 地铁三河场站：X06路、660路
- 明天路口站：X05路、650路、653路